# Hotel Bellevue (Rhöndorf)

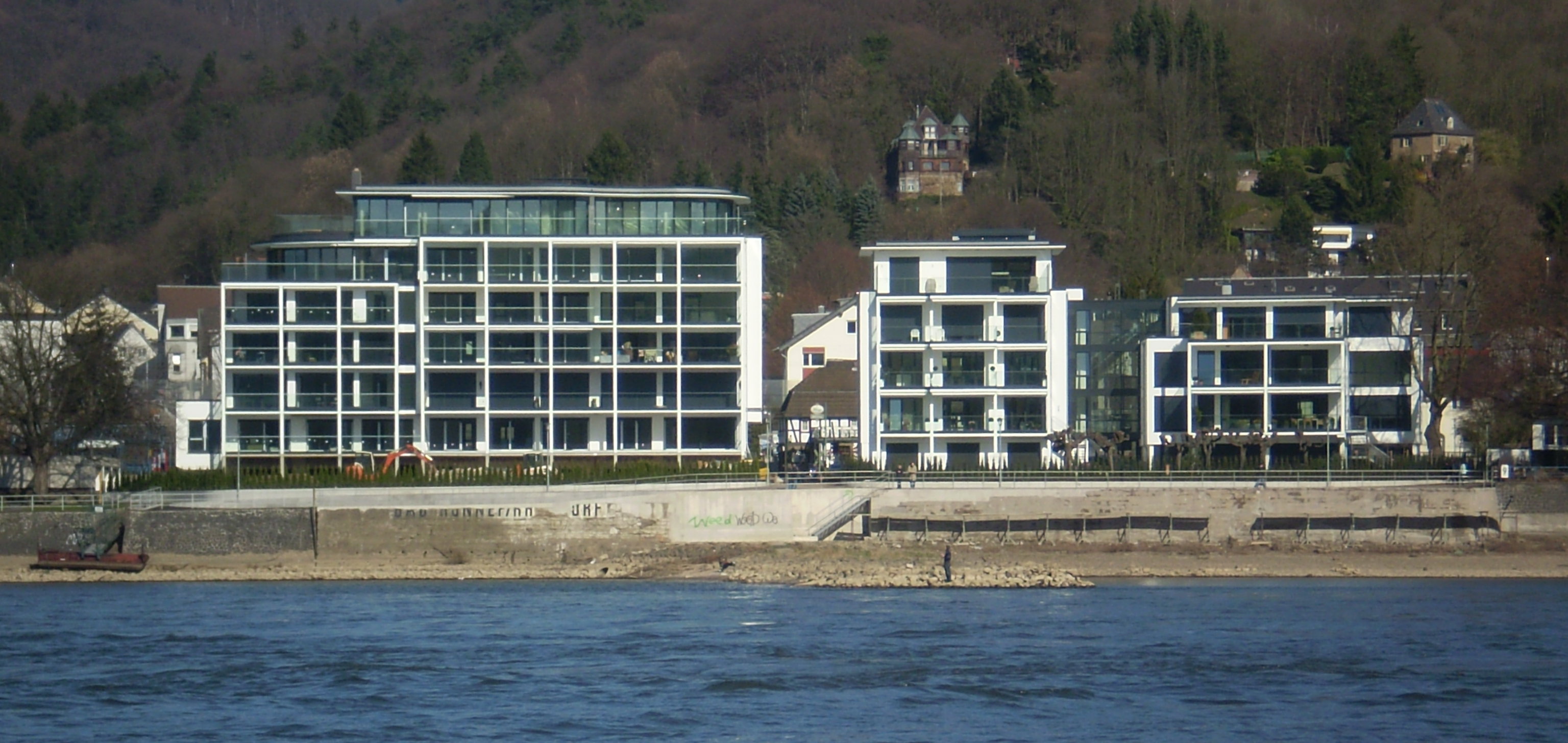
Ehemaliges Hotel Bellevue, Rheinfront (2011)

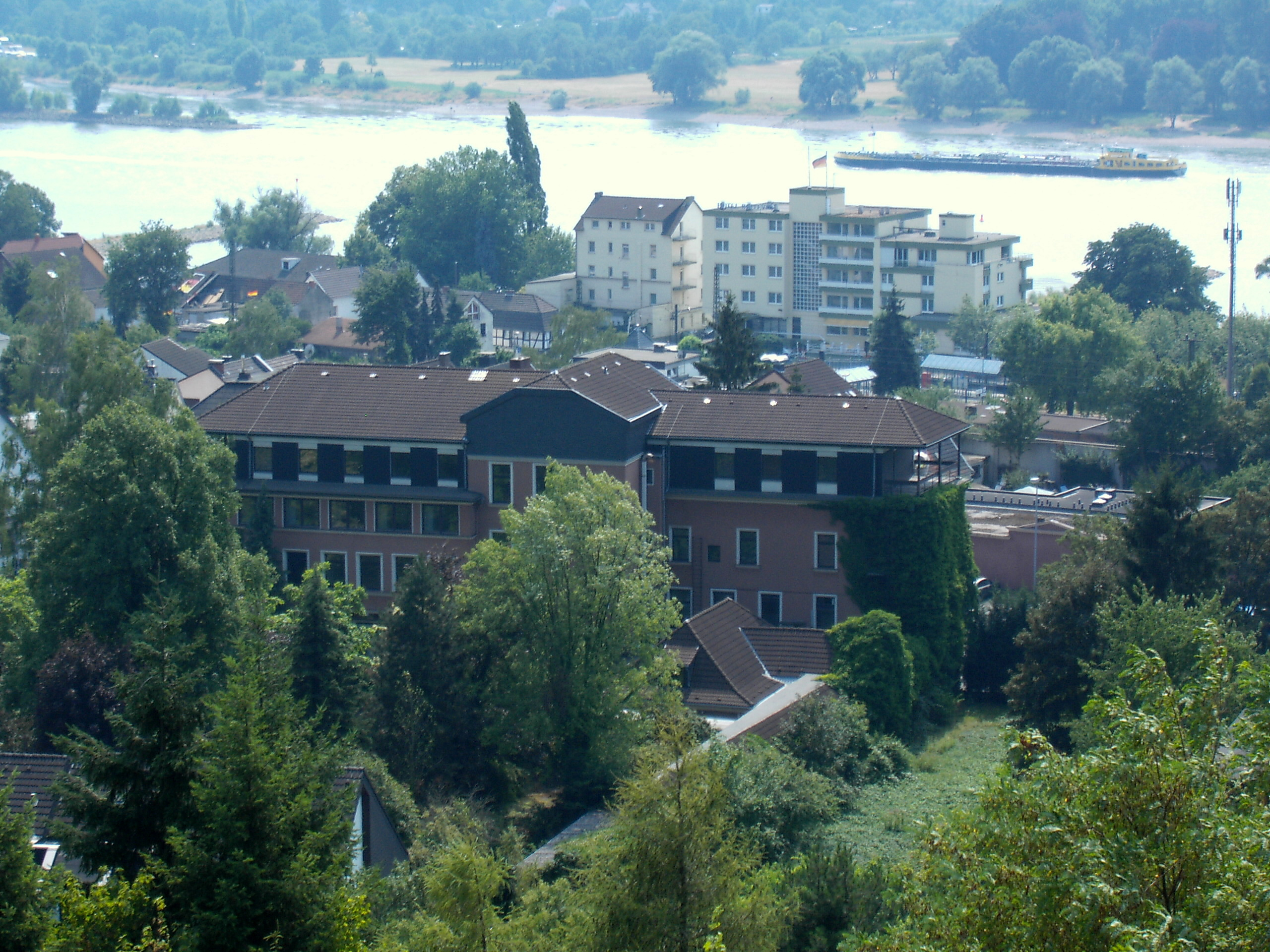
Blick von den Rhöndorfer Weinbergen über das ehemalige Hotel Drachenfels zum Hotel Bellevue (2006)

Das Hotel Bellevue (auch Rheinhotel Bellevue) ist ein ehemaliges Hotel am Rheinufer in Rhöndorf, einem Stadtteil von Bad Honnef im Rhein-Sieg-Kreis in Nordrhein-Westfalen, das auf das Ende des 19. Jahrhunderts zurückging. Von 2009 bis 2011 wurde es in Eigentumswohnungen umgebaut.

## Lage
Die ehemaligen Hotelgebäude, als einzige die bauliche Rheinfront von Rhöndorf bildend, liegen am rheinseitigen Ende der Karl-Broel-Straße zwischen Rheinpromenade und der Siebengebirgsbahn (Haltestelle Rhöndorf).

## Geschichte

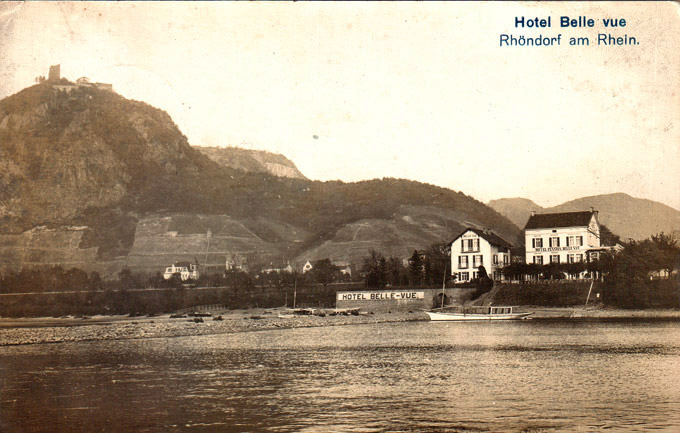
Rheinfront von Rhöndorf mit dem Hotel Bellevue (1913)

Die Ursprünge des Hotels unter dem Namen „Bellevue“ lassen sich bis auf das Ende des 19. Jahrhunderts und den damaligen Besitzer Carl Eikerling zurückverfolgen, als es aus zwei dreigeschossigen Häusern bestand, zwischen denen ein Weg hinab zum Rhein führte. Es war das einzige am Rheinufer gelegene Hotel in Rhöndorf. Direkt vor dem Hotel legten an einer Buhne die Lokalboote an.  Ende der 1920er-Jahre übernahm Jakob Müllegan den Betrieb, dessen Familie das Hotel bis zuletzt führte. Bis 1939 waren eine große Terrasse und ein Gartencafé dazugekommen. Gegen Ende des Zweiten Weltkriegs wurde das Hotel beschädigt.
In der Nachkriegszeit wurde das Hotel – mit dem Ausflugslokal „Die Rheinterrassen“ – unter Hans Müllegan, zugleich Vizebürgermeister von Bad Honnef, vor allem als Tanzgaststätte betrieben; in den 1960er-Jahren war hier der britische Schlagersänger und Fernsehmoderator Chris Howland mit einer Show zu Gast. Aufgrund der Lage im Wohnort des ersten Bundeskanzlers Konrad Adenauer und der Nähe zum damaligen Regierungssitz Bonn zählte das Hotel neben einigen Schauspielern und Sängern auch bekannte Politiker als Gäste, darunter Walter Scheel, Karl Carstens und Hans-Dietrich Genscher. 1971 wurde ein eigener Hoteltrakt errichtet, zu dem 1980 oder 1985 ein zweiter hinzukam. Im September 1986 weilte hier der Staatspräsident von Kamerun, Paul Biya, während seines Staatsbesuchs in der Bundesrepublik. Eine abermalige bauliche Erweiterung auf nunmehr 130 Zimmer erfolgte bis Frühjahr 1989.  1990 logierte hier die tschechoslowakische Fußballnationalmannschaft zu ihrer Vorbereitung auf die damalige Weltmeisterschaft in Italien. Zu dem Betrieb gehörte damals auch eine Weinhandlung. Am 18. Oktober 1994 fand im Hotel Bellevue die erste Sitzung der neugewählten Bündnis 90/Die Grünen-Bundestagsfraktion statt.
Nachdem seit dem Jahr 2003 vergeblich nach einem neuen Hotelbetreiber gesucht wurde, begannen im Frühjahr 2007 Planungen für einen Umbau des Hotelgebäudes in Eigentumswohnungen. Der Verkauf des Hotels erfolgte schließlich im Mai 2008. Anschließend begann der Investor mit der Umsetzung des Projekts „Rhein-Arkaden Bellevue“. Ab Mitte Oktober 2008 wurden zunächst die Rheinterrassen abgebrochen und damit der Blick auf den Rhein freigestellt. Im Frühsommer 2009 begannen die eigentlichen Bauarbeiten für den Umbau der beiden vormaligen Hotelgebäude, aus Hochwasserschutzgründen um 70 cm angehoben, und die Errichtung eines Neubaus mit insgesamt 22 Eigentumswohnungen und 3.500 m² Wohnfläche. Zugleich wurde die den Gebäuden vorgelagerte öffentlich zugängliche Rheinpromenade ausgebaut und näher zum Ufer verlegt. Die Baumaßnahme wurde im Frühjahr 2011 abgeschlossen. Auf das ehemalige Hotel weist seither der Straßenname Bellevue für die heutigen Wohngebäude hin.

## Beschreibung
Das Hotel war zuletzt ein dreiteiliges Ensemble aus viergeschossigem Stammhaus, einem nördlich daran anschließenden fünfgeschossigen Neubau (Haupthaus) und dem – durch einen öffentlichen Promenadenweg abgetrennten –  eingeschossigen Ausflugslokal „Die Rheinterrassen“ (300 Sitzplätze) mit offener Veranda direkt über dem Fluss. Es gab das Restaurant „Bellevue-Stube“, den „Salon Petersberg“ und einen Wintergarten. Das Hotel hatte nach den Um- und Anbauten der 1980er-Jahre 130 Betten in 75 Räumen sowie nach der letzten Erweiterung 10 Luxussuiten – die größte mit 180 m² – mit jeweils eigener Garage. Der Trakt mit den Suiten besaß eine eigene Empfangshalle, Konferenzräume und war mit Panzerglas ausgestattet. Erhalten ist das Ensemble nur in der leicht veränderten Kubatur der beiden ehemaligen Hotelgebäude.